# Аміодарон

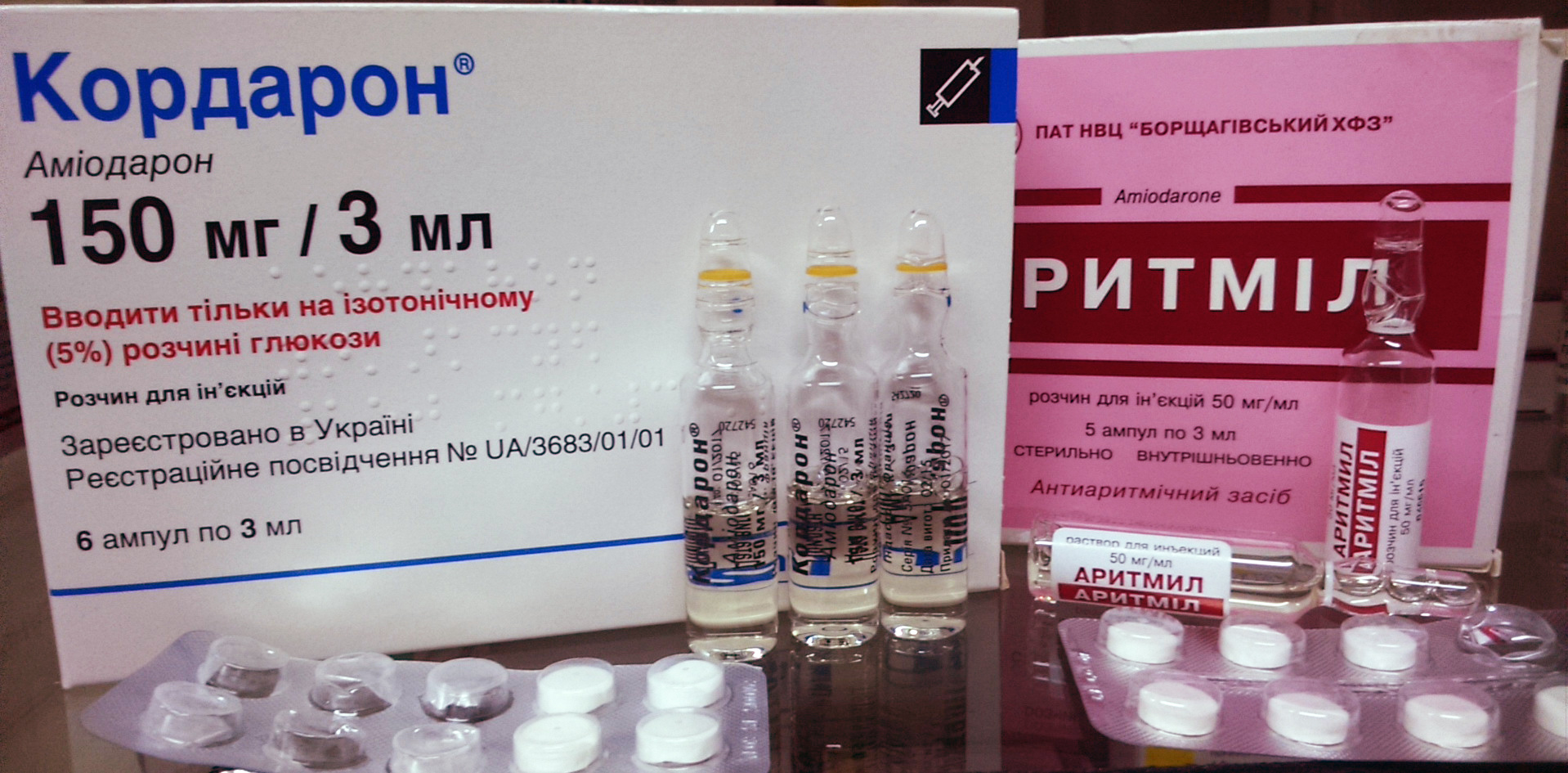
Приклади препаратів аміодарону в Україні (Кордарон® та Аритміл®).

Аміодарон  — синтетичний антиаритмічний препарат ІІІ класу для перорального та парентерального застосування. Аміодарон був уперше синтезований у 1960 році[уточнити] у лабораторії бельгійської компанії «Labaz», але залишається одним із найрозповсюдженіших та найбезпечніших антиаритмічних препаратів. На його долю припадає близько 25 % загального призначення антиаритмічних препаратів.

## Фармакологічні властивості
Аміодарон — синтетичний антиаритмічний препарат ІІІ класу. По своїй хімічній структурі є аналогом гормонів щитоподібної залози, тому вважається, що частково його дія на організм та побічні ефекти пов'язані із взаємодією препарату з внутрішньоклітинними рецепторами гормонів щитоподібної залози. Антиаритмічна дія аміодарону пов'язана з блокуванням іонних каналів, переважно калієвих, у меншій мірі — натрієвих та кальцієвих, а також із гальмуванням збудження α- та β-адренорецепторів. Препарат збільшує тривалість потенціалу дії кардіоміоцитів та ефективного рефрактерного періоду передсердь та шлуночків серця, AV-вузла, пучка Гіса та волокон Пуркіньє. Ця дія призводить до зниження автоматизму синусового вузла, сповільненням AV-провідності та зниженням збудження клітин міокарду. Аміодарон гальмує повільну деполяризацію мембрани клітин синусового вузла, викликаючи брадикардію, та сповільнює AV-провідність. Аміодарон має властивості вазоділятатора, може зменшувати опір коронарних судин. Препарат знижує загальний опір периферичних судин та може знижувати артеріальний тиск. Аміодарон має у своєму складі йод, у зв'язку з чим впливає на метаболізм гормонів щитоподібної залози. Препарат інгібує перетворення тироксину в трийодтиронін та блокує захоплення цих гормонів кардіо- та гепатоцитами, що призводить до зменшення стимулюючого впливу тиреоїдних гормонів на міокард. Згідно частини клінічних досліджень, аміодарон поступається більш сучасним антиаритмічним препаратам вернакаланту та ібутиліду у випадку вперше виниклої фібриляції передсердь. У Росії аміодарон для підвищення ефективності при лікуванні приступів фібриляції передсердь може застосовуватися із лаппаконітину гідробромідом.

### Фармакодинаміка
Аміодарон при пероральному прийомі повільно всмоктується, максимальна концентрація в крові досягається протягом 3—7 годин. При внутрішньовенному введенні максимальний ефект препарату починається протягом від 1 до 30 хвилин після введення та триває 1—3 години. При пероральному прийомі аміодарон добре розподіляється в тканинах та рідинах організму, добре зв'язується з білками плазми крові. Препарат має здатність депонуватися в жировій тканині, кумулюватися в печінці, легенях, селезінці. Аміодарон проходить через гематоенцефалічний бар'єр. Аміодарон проходить через плацентарний бар'єр та виділяється в грудне молоко. Препарат метаболізується в печінці з утворенням активних метаболітів. Виведення аміодарону з організму має двофазний характер. У початковій фазі період напіввиведення складає 4—21 день, а у термінальній стадії складає 20—100 діб, період напіввиведення активного метаболіту десетиламіодарону складає 61 добу. При внутрішньовенному введенні аміодарону період напіввиведення складає 4—10 діб. Виводиться препарат з організму переважно із жовчю, незначна частина виводиться із сечею, частково має місце ентерогепатична циркуляція препарату. Даних за збільшення періоду напіввиведення аміодарону при печінковій та нирковій недостатності немає.

## Показання до застосування
Аміодарон застосовується при важких аритміях — передсердних та шлуночкових екстрасистоліях, синдромі WPW, фібриляції передсердь та миготливій аритмії, шлуночковій тахікардії, фібриляції шлуночків, аритмій на фоні міокардиту Шагаса, аритмій на фоні серцевої або коронарної недостатності, пароксизмальних порушеннях ритму, парасистолії, для профілактики порушень ритму після кардіоверсій.

## Побічна дія

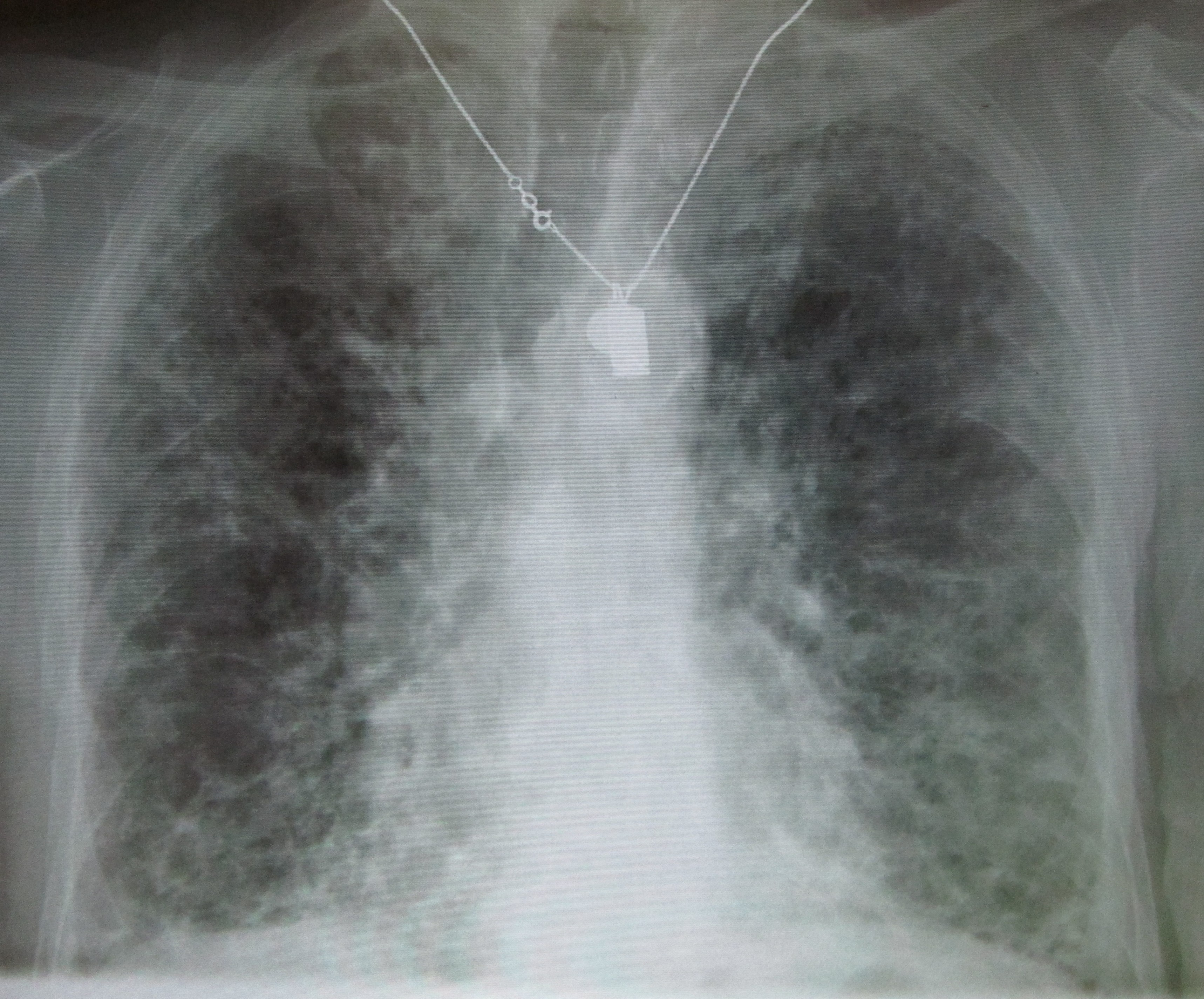
Фіброз легень, спричинений застосуванням аміодарону.

При застосуванні аміодарону можливі наступні побічні ефекти:
- Алергічні реакції — дуже рідко (менше 0,01%) набряк Квінке, анафілактичний шок.
- З боку шкірних покривів — дуже рідко (менше 0,01%) алопеція, підвищена пітливість, фотосенсибілізація, свинцево-синя або голуба пігментація шкіри[10], висипання на шкірі, васкуліт, ексфоліативний дерматит, кропив'янка.
- З боку серцево-судинної системи —часто (1—10%) брадикардія; дуже рідко (менше 0,01%) синоатріальна блокада, AV-блокада різних ступенів, зупинка синусового вузла, проаритмогенна дія, у тому числі виникнення пароксизмальної тахікардії по типу torsade de pointes, при внутрішньовенному введенні — гіпотонія з можливим розвитком колапсу.
- З боку травної системи — дуже часто (більше 10%) нудота; часто (1—10%) блювання, зниження апетиту, порушення смаку, відчуття важкості в епігастрії, гострий токсичний гепатит; дуже рідко (менше 0,01%), хронічна печінкова недостатність, розвиток цирозу печінки.
- З боку нервової системи — часто (1—10%) тремор, порушення сну, нічні кошмари, відкладення ліпофусцину на рогівці; дуже рідко (менше 0,01%) периферична нейропатія, міопатія, мозочкова атаксія, доброякісне підвищення внутрішньочерепного тиску, головний біль, неврит зорового нерву.
- З боку дихальної системи — дуже рідко (менше 0,01%) бронхоспазм, легеневі кровотечі, ексудативний плеврит, фіброз легень, для опису яких використовується термін «аміодарон-індукована легенева токсичність». Найважчими побічними ефектами аміодарону з боку дихальної системи є гострий респіраторний дистрес-синдром та облітеруючий бронхіоліт з пневмонією, які часто закінчуються смертю (5—15% хворих).[11]
- З боку ендокринної системи — часто (1—10%) гіпертиреоз, підвищення у крові рівня Т4 при збереженні нормального рівня T3, гіпотиреоз; дуже рідко (менше 0,01%) синдром неадекватної секреції антидіуретичного гормону. Згідно досліджень, імовірним є розвиток аутоімунного ураження щитоподібної залози при прийомі аміодарону.[12]
- Інші побічні ефекти — дуже рідко (менше 0,01%) епідидиміт, імпотенція.
- Зміни в лабораторних аналізах — часто (1—10%) підвищення рівня білірубіну в крові, підвищення рівня активності амінотрансфераз в крові, підвищення рівня в крові T4 при збереженні нормального рівня T3; дуже рідко (менше 0,01%) анемія, апластична анемія, гемолітична анемія, тромбоцитопенія, підвищення рівня сечовини та креатиніну в крові,.
- Місцеві реакції — часто (1—10%) біль, еритема, набряк, інфільтрат, целюліт, некроз у місці введення; екстравазація; флебіт поверхневих вен.

## Протипокази
Аміодарон протипоказаний при підвищеній чутливості до препарату або йоду, при брадикардії, синдромі слабості синусового вузла (при відсутності кардіостимулятора), високій атріовентрикулярній блокаді, гіпертиреозі, гіпотиреозі, при колапсі, важкій гіпотензії, в ІІ та ІІІ триместрі вагітності, під час годування грудьми, дітям до 3 років. Аміодарон не застосовується разом із хінідином, дизопірамідом, соталолом, дофетилідом, ібутилідом, бепридилом, івабрадином, цизапридом, дифеманілом, доласетроном, еритроміцином, моксифлоксацином, спіраміцином, вінкаміном, тореміфеном, метадоном та частиною нейролептиків (амісульпридом, хлорпромазином, дроперидолом, флуфеназином, галоперидолом, левомепромазином, пімозидом, сертиндолом, сульпіридом), частиною протипаразитарних засобів (пентамідином, галофантрином, люмефантрином).

## Форми випуску
Аміодарон випускається у вигляді ампул по 3 мл 5% розчину та таблеток по 0,2 г.